# 飯田吉秋
飯田 吉秋（いいだ よしあき、1947年1月28日 - ）は、愛知県出身のインダストリアルデザイナー。有限会社アイ・シー・アイデザイン研究所代表取締役。

## 経歴
- 1947年　愛知県生まれ　名古屋市立工芸高等学校　産業美術科卒業
- 松下電器株式会社入社　オーディオ製品のデザインを担当。世界初のアルミダイキャスト構造のスピーカー、書籍・レコードサイズなどをコンセプトにコンサイスコンポなどを企画、デザインの商品開発に従事、Technicsブランドの発展に貢献。
- 1983年、松下電器株式会社退職。
- 1985年、有限会社アイ・シー・アイデザイン研究所設立

## 受賞歴
- 1977年、毎日ID賞、特選受賞
- 1988年、ニューヨーク近代美術館　永久展示
- 1993年、デザインフォーラム金賞受賞
- 1994年、BIO賞 ゴールドメダル[1] （スロベニアリュブリアナBIO委員会）
- 2009年、グッドデザイン賞・中小企業庁長官賞[2]
- 2010年、 第4回キッズデザイン賞　経済産業大臣賞受賞[3]
- 2010年　 第4回キッズデザイン賞　審査委員長特別賞受賞[4]
- 2010年、平成22年度バリアフリー・ユニバーサルデザイン推進功労者表彰　 内閣府特命担当大臣表彰優良賞受賞[5]
- 2015年　グッドデザイン賞　受賞[6]
- 2015年　第9回キッズデザイン賞　奨励賞受賞[7]
- 2016年　平成27年度大阪優秀発明表彰　大阪チャレンジ発明賞受賞[8]
- 2017年　平成29年度近畿地方発明表彰　特許庁長官賞[9]

## 著書
- 思いのままのモノづくり 美しい3DCAD オーム社 ISBN 978-4-274-50178-4
- 思いのままのモノづくり 3D CAD徹底解説 オーム社 ISBN 4-274-94708-4
- 素材加工事典 誠文堂新光社 アイ・シー・アイデザイン研究所、黒田弥生 共著 ISBN 978-4-416-81009-5